# Zlatko Pangarić
Zlatko Pangarić  rođen 4. aprila 1962. godine u Bačkom Monoštoru, srpski je pesnik i fotograf.
Objavljene knjige: 
- Uvod u psihoistoriju, Narodna knjiga, Beograd 2001.
- Nova romantika, pesme, Narodna knjiga, Beograd 2003.
- Moja fizika, pesme, ArtProjekt, Zrenjanin, 2007.
- Zašto čovek pada, pesme, Gradska biblioteka Karlo Bijelicki, Sombor, 2016.

Objavljivao u časopisima: Književne novine, Rukovet, Koraci, Ulaznica, Sent, Polja, Zlatna greda, Književni list, Književni magazin, Gradina i Balkanski književni glasnik.
Objavljuje filozofske tekstove na sajtu Link

## Spoljašnje veze
- Blog Zlatka Pangarića